# Siphona patellaipalpis
Siphona patellaipalpis är en tvåvingeart som först beskrevs av Louis-Paul Mesnil 1952.  Siphona patellaipalpis ingår i släktet Siphona och familjen parasitflugor.
Artens utbredningsområde är Kongo. Inga underarter finns listade i Catalogue of Life.